# 代萊尼鄉 (瓦斯盧伊縣)
46°33′N 27°45′E / 46.550°N 27.750°E
代萊尼鄉（羅馬尼亞語：Comuna Deleni, Vaslui），是羅馬尼亞的鄉份，位於該國東北部，由瓦斯盧伊縣負責管轄，面積42平方公里，海拔高度248米，2007年人口2,514，人口密度每平方公里60人。